# Anne Brown

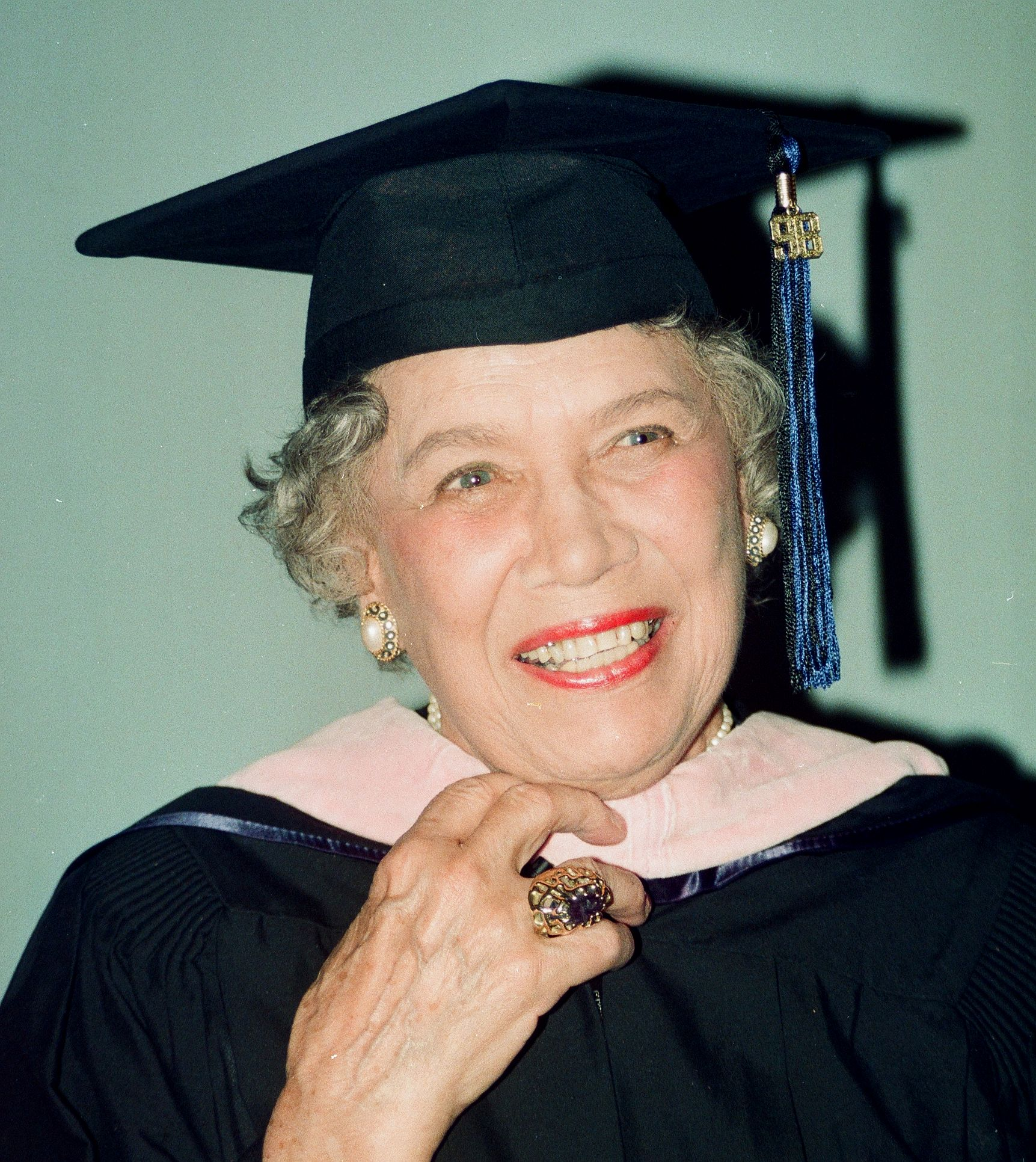
Anne Brown

Anne Wiggins Brown (* 9. August 1912 in Baltimore, Maryland; † 13. März 2009 in Oslo, Norwegen) war eine US-amerikanische Opern- und Operettensängerin (Sopran).

## Leben
Die Afroamerikanerin Brown, die von der katholischen Schule ihrer Heimatstadt wegen ihrer Hautfarbe abgewiesen wurde und auch an der Peabody School of Music rassistische Benachteiligung erfuhr, besuchte das Morgan State College in Baltimore und das Teachers’ College der Columbia University und wurde schließlich Gesangsschülerin von Lucia Dunham  an der Juilliard School of Music. Sie war die erste schwarze Amerikanerin, die das renommierte Margaret-McGill-Stipendium der Schule erhielt.
Während des Studiums bewarb sie sich bei George Gershwin um eine Rolle in seiner Oper Porgy (der endgültige Titel Porgy and Bess entstand erst im Laufe ihrer Zusammenarbeit), der beschloss, mit ihr die Rolle der Bess zu besetzen. In der Uraufführung am Alvin Theatre in New York trat sie unter anderem mit  Todd Duncan (Porgy), Edward Matthews (Jake), Abbie Mitchell (Clara), John Bubbles (Sportin’ Life) und Ruby Elzy (Serena) auf.
Danach erhielt Brown Rollen in DuBose Heywards Broadway-Operetten Mamba’s Daughters und La Belle Hélène. 1941 sang sie die Sopranpartie in Beethovens Neunter Sinfonie mit dem NBC Symphony Orchestra unter Leopold Stokowski. In der Folgezeit unternahm sie Tourneen durch die USA, bei denen sie Lieder von Brahms und Schubert und Spirituals von Harry Burleigh vortrug.
1946 trat Brown mit Todd Duncan in der Aufführung von Porgy and Bess an der Königlichen Oper in Kopenhagen auf. Sie unternahm Tourneen durch Europa, trat mit dem London Philharmonic Orchestra auf und ließ sich schließlich in Norwegen nieder, wo sie 1948 den Skispringer und Autor Thorleif Schjelderup heiratete. Von Norwegen aus unternahm sie Konzertreisen durch Europa, Asien und Lateinamerika. 1950 trat sie in Norwegen in den Opern The Medium und The Telephone von Gian Carlo Menotti auf. Für die Hauptrolle in The Consul erhielt sie den Musikkritikerpreis.
Eine fortschreitende Asthmaerkrankung zwang sie, ihre Karriere als aktive Sängerin aufzugeben, und sie begann ab 1953 als Gesangslehrerin und Opernproduzentin zu arbeiten. 1967 entstand unter ihrer Leitung eine norwegische Produktion von Porgy and Bess. 1979 erschien ihre Autobiographie unter dem Titel Sang Fra Frossen Gren. Zur Aufführung von Porgy and Bess an der Metropolitan Opera anlässlich des 50. Jahrestages der Uraufführung 1985 kehrte Brown erstmals in die USA zurück. 1998 nahm sie an den Feierlichkeiten zum 100. Geburtstag von Gershwin in der Library of Congress teil; im selben Jahr erhielt sie die George Peabody Medal for Outstanding Contributions to Music in America des Peabody Institute. 2004 drehte Nicole Franklin über sie den Dokumentarfilm Gershwin, Norway, & The Artists’ Libido: A dialogue with Anne Brown.